# Copa Campeonato 1897
La Copa Campeonato 1897 – organizzata dall'Argentine Association Football League – fu vinta dal Lomas Athletic Club, nelle cui file c'erano 8 giocatori che avevano vinto il titolo l'anno precedente con il Lomas Academy, poi ritiratosi.
Nell'esordiente Lanús Athletic c'erano diversi giocatori che avevano militato nell'English High School. Il Belgrano Athletic iscrisse due squadre.

## Classifica finale[2]
| Pos. | Squadra               | Pt | G  | V  | N | P  | GF | GS | DR  |
| ---- | --------------------- | -- | -- | -- | - | -- | -- | -- | --- |
| 1.   | Lomas Athletic Club   | 20 | 12 | 9  | 2 | 1  | 55 | 9  | +46 |
| 1.   | Lanús Athletic        | 20 | 12 | 10 | 0 | 2  | 39 | 8  | +31 |
| 3.   | Belgrano Athletic     | 19 | 12 | 9  | 1 | 2  | 47 | 15 | +32 |
| 4.   | Flores Athletic       | 13 | 12 | 6  | 1 | 5  | 44 | 22 | +22 |
| 5.   | Palermo Athletic      | 8  | 12 | 4  | 0 | 8  | 11 | 50 | -39 |
| 6.   | Belgrano Athletic "B" | 3  | 12 | 1  | 1 | 10 | 10 | 56 | -46 |
| 7.   | Banfield              | 1  | 12 | 0  | 1 | 11 | 6  | 52 | -46 |

## Spareggio

### Primo incontro
| Lomas de Zamora 8 settembre 1897                     | Lomas     | 1 – 1 (d.t.s.) referto | Lanús Athletic | Stadio del Lomas Athletic (1.000 spett.) |
| \| \| \| \| \| Anderson \| Marcatori \| 84’ Brown \| |           |                        |                |                                          |
|                                                      |           |                        |                |                                          |
| Anderson                                             | Marcatori | 84’ Brown              |                |                                          |

### Secondo incontro
| Lomas de Zamora 12 settembre 1897 | Lomas | 0 – 0 (d.t.s.) referto | Lanús Athletic | Stadio del Lomas Athletic |

### Terzo incontro
| Arbitro: | Syer |

| |            | |
| Stirling | Marcatori  | |
| Bridge P Leslie D Wright D L. Jacobs C F. H. Jacobs C A. Anderson C G. Comber A Gibson A J. Anderson A Stirling A Chevallier-Boutell A | Formazioni | P Coste D T. Bridge D Buchanan C Í. Nóbili C Miller C Dunne A Bridge A L. Nóbili A Brown A Munro A C. Comber |

## Classifica marcatori[3]
| Gol |  |  | Giocatore        | Squadra        |
| --- |  |  | ---------------- | -------------- |
| 20  |  |  | William Stirling | Lomas Athletic |